# 重整旗鼓
《重整旗鼓》（英語：Resurrecting the Champ）是一部2007年美國運動劇情片，由洛·路瑞執導，邁克爾·伯特曼和艾莉森·伯內特執筆劇本，改編自J·R·莫林格在《洛杉磯時報雜誌》上的同名文章。電影以山繆·傑克森飾演的虛構前運動員為主，他試圖模仿前職業重量級拳擊手鮑伯·薩特菲爾德的生活和事業。其他演員包括喬許·哈奈特、凱瑟琳·莫里斯、亞倫·艾達、瑞秋·尼科尔斯、大衛·皮爾和泰瑞·海契。
《重整旗鼓》2007年8月24日在美國全國影院首映，影評界給予電影的評價褒貶不一。2008年4月8日在美國發行了電影的寬屏DVD，其中包括院線版預告片、演員和工作人員採訪、導演路瑞的評論等附錄。

## 演員
- 山繆·傑克森飾演尚普
- 喬許·哈奈特飾演小艾力克·克南
- 凱瑟琳·莫里斯飾演喬伊斯·克南
- 亞倫·艾達飾演拉爾夫·梅茲
- 瑞秋·尼科尔斯飾演波莉
- 大衛·皮爾飾演懷特利
- 泰瑞·海契飾演安德里亞·弗拉克
- 达科塔·高尤飾演泰迪·克南
- 尼克·桑多飾演馬爾恰諾
- 哈里·林尼科斯飾演小鮑伯·薩特菲爾德

## 外部連結
- 官方网站
- 互联网电影数据库（IMDb）上《重整旗鼓》的资料（英文）
- AllMovie上《重整旗鼓》的资料（英文）
- 爛番茄上《重整旗鼓》的資料（英文）
- Metacritic上《重整旗鼓》的資料（英文）
- Box Office Mojo上《重整旗鼓》的資料（英文）